# Frederic II de Saxònia-Gotha-Altenburg
Frederic II de Saxònia-Gotha-Altenburg (en alemany Friedrich II von Sachsen-Gotha-Altenburg) va néixer a Gotha (Alemanya) el 28 de juliol de 1676 i va morir a Altenburg el 23 de març de 1732. Era fill del duc Frederic I (1646-1691) i de Magdalena Sibil·la de Saxònia-Weissenfels (1648-1681).
A partir de 1691 va succeir el seu pare al capdavant del ducat de Saxònia-Gotha-Altenburg, però en ser menor d'edat van fer-se càrrec de la regència Bernat I de Saxònia-Meiningen i Enric de Saxònia-Römhild. Amant de l'esplendor barroc va enriquir notablement la col·lecció de pintures del castell de Friedenstein amb l'adquisició d'obres significatives de pintors neerlandesos i alemanys, a més de la famosa col·lecció numismàtica del príncep Anton Günther de Schwarzburg-Arnstadt, que va ser la base de la Col·lecció Numismàtica que avui dia encara es troba al castell de Friedenstein.

## Matrimoni i fills
El 1696 es va casar amb la duquessa Magdalena Augusta d'Anhalt-Zerbst (1679-1740), filla del príncep Carles Guillem d'Anhalt-Zerbst (1652-1718) i de Sofia de Saxònia-Weinssenfels (1654-1724). El matrimoni va tenir dinou fills: 
- Sofia (1697-1703)
- Frederic III (1699-1772), casat amb Lluïsa Dorotea de Saxònia-Meiningen (1710-1767).
- Fill nascut mort el 1700
- Guillem (1701-1771), casat amb Anna de Schleswig-Holstein-Gottorp (1709-1758).
- Carles Frederic (1702-1703)
- Una filla nascuda morta el 1703
- Joan August (1704-1767) casat amb Lluïsa de Reuss-Schleiz (1726-1773), vídua del seu germà Cristià Guillem.
- Cristià nascut i mort el 1705.
- Cristià Guillem (1706-1748) casat amb Lluïsa de Reuss-Schleiz (1726-1773).
- Lluís Ernest (1707-1763)
- Emmanuel (1709-1710)
- Maurici (1711-1777)
- Sofia, nascuda i morta el 1712.
- Carles (1714-1715)
- Frederica (1715-1775), casada amb Joan Adolf II de Saxònia-Weissenfels (1685-1746).
- Una filla nascuda morta el 1716
- Magdalena, nascuda i morta el 1718.
- Augusta (1719-1772), casada amb el príncep Frederic de Gal·les, fill de Jordi II de la Gran Bretanya
- Joan Adolf (1721-1799)